# Linkhim
Linkhim – gaun wikas samiti we wschodniej części Nepalu w strefie Meći w dystrykcie Taplejung. Według nepalskiego spisu powszechnego z 2001 roku liczył on 405 gospodarstw domowych i 2281 mieszkańców (1151 kobiet i 1130 mężczyzn).